# Wyalusing (Wisconsin)
Wyalusing es un pueblo ubicado en el condado de Grant en el estado estadounidense de Wisconsin. En el Censo de 2010 tenía una población de 346 habitantes y una densidad poblacional de 3,14 personas por km².

## Geografía
Wyalusing se encuentra ubicado en las coordenadas 42°56′37″N 91°6′12″O / 42.94361, -91.10333. Según la Oficina del Censo de los Estados Unidos, Wyalusing tiene una superficie total de 110.33 km², de la cual 102.53 km² corresponden a tierra firme y (7.07%) 7.8 km² es agua.

## Demografía
Según el censo de 2010, había 346 personas residiendo en Wyalusing. La densidad de población era de 3,14 hab./km². De los 346 habitantes, Wyalusing estaba compuesto por el 96.24% blancos, el 0% eran afroamericanos, el 1.16% eran amerindios, el 0% eran asiáticos, el 0% eran isleños del Pacífico, el 2.31% eran de otras razas y el 0.29% pertenecían a dos o más razas. Del total de la población el 2.89% eran hispanos o latinos de cualquier raza.